# Metagonia suzanne
Metagonia suzanne là một loài nhện trong họ Pholcidae. Loài này được phát hiện ở México.